# Поцолатико (Фиренца)
Поцолатико је насеље у Италији у округу Фиренца, региону Тоскана.
Према процени из 2011. у насељу је живело 329 становника. Насеље се налази на надморској висини од 137 м.